# Edward Malefakis
Edward Malefakis (Springfield, Massachusetts, 2 de enero de 1932-Corfú, Grecia, 22 de agosto de 2016) fue un historiador e hispanista estadounidense, considerado una autoridad en la Edad Contemporánea de la Europa meridional.

## Biografía
Nació en Springfield, Massachusetts, el 2 de enero de 1932. Hijo de un emigrante griego, estudió en Bates, donde se graduó magna cum laude en Filosofía en 1953, y en Columbia, donde se doctoró en 1965. En 1961 había comenzado sus investigaciones en Madrid con una beca Fulbright. Ejerció la docencia en la Universidad de Míchigan, en la Universidad Northwestern y en la Universidad de Columbia, de la que era catedrático emérito desde 2003. Entre 1975 y 2000 fue presidente del comité cultural del Queen Sofía Spanish Institute de Nueva York. Malefakis, Premio Internacional Elio Antonio de Nebrija —concedido por la Universidad de Salamanca— en el año 2000, estaba asociado al Instituto Universitario de Investigación Ortega y Gasset.
En 2004, fue miembro del comité de expertos, junto con Federico Mayor Zaragoza y Juan Pablo Fusi, entre otros, encargado por el Gobierno de España para asesorarle sobre los polémicos «papeles de Salamanca» y que, con el voto a favor  de 14 de los 17 miembros del comité, y la abstención de los demás miembros, recomendó devolver a la Generalidad de Cataluña los documentos incautados durante la guerra civil española.
Falleció el 22 de agosto de 2016 en la isla de Corfú, en Grecia.

## Obras
Entre sus obras se encuentran:
- Agrarian Reform and Peasant Revolution in Spain (Yale University Press, 1970),[8][9] (traducido al castellano como Reforma agraria y revolución campesina en la España del siglo XX y publicado por la editorial Ariel en 1972).[10]
- Southern Europe in the 19th and 20th Centuries (1992)
- La guerra de España (1936-1939) (Taurus, 1996), obra colectiva de la que fue director,[11] reeditada como La Guerra Civil Española (2006).